# Vörös macskamedve
A vörös macskamedve vagy vörös panda vagy kis panda (Ailurus fulgens) a ragadozók rendjének macskamedvefélék (Ailuridae) családjába tartozó egyetlen ma élő faj.

## Neve
A macskamedve név a kínai nyelvből származik, ahol az állat neve xiǎo xióng māo (kínai: 小熊貓, magyar népszerű átírás: hsziao hsziungmao), ami „kis medvemacskát” jelent. A „kis” jelző az óriáspandától való megkülönböztetésre szolgál (kínaiul dà xióng māo, ta hsziung-mao, azaz „nagy medvemacska”). A „medvemacska”, „macskamedve” nevet az állat valószínűleg annak köszönheti, hogy medvére emlékeztető külseje mellett ugyanolyan jól mászik fára és ugyanúgy nyalogatja tisztára magát, mint a macska.
A panda név a 19. században csak a vörös macskamedve neve volt. Az angol szó feltehetően az állat nepáli nevéből származik (punja, valószínűleg a nigalja punja, azaz „bambuszevő” kifejezésből). A kis panda név az óriáspandától való megkülönböztetésre szolgál, amelyet később ismertek meg, és szintén pandának nevezték el, mivel a két fajt rokonnak tartották.
A vörös macskamedve egyéb névhasználatai: kis panda illetve vörös panda.

## Előfordulása
Bhután,Kína,India,Laosz,Mianmar és Nepál az élőhelye. A Himalája Himalájában levő mérsékelt övi erdőkben él, főként 3000-3500 méter tengerszint feletti magasság között.

## Alfajai
- Ailurus fulgens fulgens Nepál, Asszám
- Ailurus fulgens styani Mianmar, Kelet-Kína

## Megjelenése
A macskamedve testhossza 60 centiméter, magassága 35 centiméter. A test felső fele, fényessötét rozsdavörös, hátán aranysárga árnyalatú, mert a szőrszálak hegye sárga. A test alsó fele és a végtagok fényesfeketék, a comb elülső és külső felén vízszintesen sötét gesztenyevörös sáv húzódik. Álla és pofaszakálla fehér, hátrafelé rozsdasárgába hajló, homloka és a fejtető rozsdasárga árnyalatú. Szeme alól a szájszögletig rozsdavörös csík húzódik, ez elválasztja a fehér arcorrt a pofától. Rókavörös farkát gyengén határolt világos gyűrűk övezik. A mellső végtagján hat ujj van. A hatodik ujj a csuklócsont megnagyobbodása, amely szembefordítható a többivel. Így könnyedén le tudja szakítani a bambuszhajtásokat.

## Életmódja
Magányosan élő, éjjel aktív állat, a nappalt általában a fák ágai között alvással tölti, fejét bozontos farkával takarja be, amelyet párnának is használ. Éjszaka jár tápláléka után, amely jobbára bambuszból, gyümölcsökből, zuzmókból, gyökerekből, bogyókból, néha madártojásokból, rovarokból és hernyókból áll. Ez az állat tehát, noha a ragadozók rendjébe tartozik, elsősorban növényi eredetű táplálékon él. Az egyes állatok meghatározott területet birtokolnak, amelynek határait vizeletükkel, továbbá a végbéltájékon és a talpukon található mirigyek váladékával jelölnek meg. Hangjuk a rájuk jellemző, fajtársak közt használt jellegzetes "nyurcogás".

## Szaporodása
Vemhességi ideje 112-158 nap, az utódok száma ellésenként 1-4. A fiatalok egyéves korukig maradnak anyjukkal, és akár a 10-13 éves életkort is megérhetik.

## Természetvédelmi helyzete

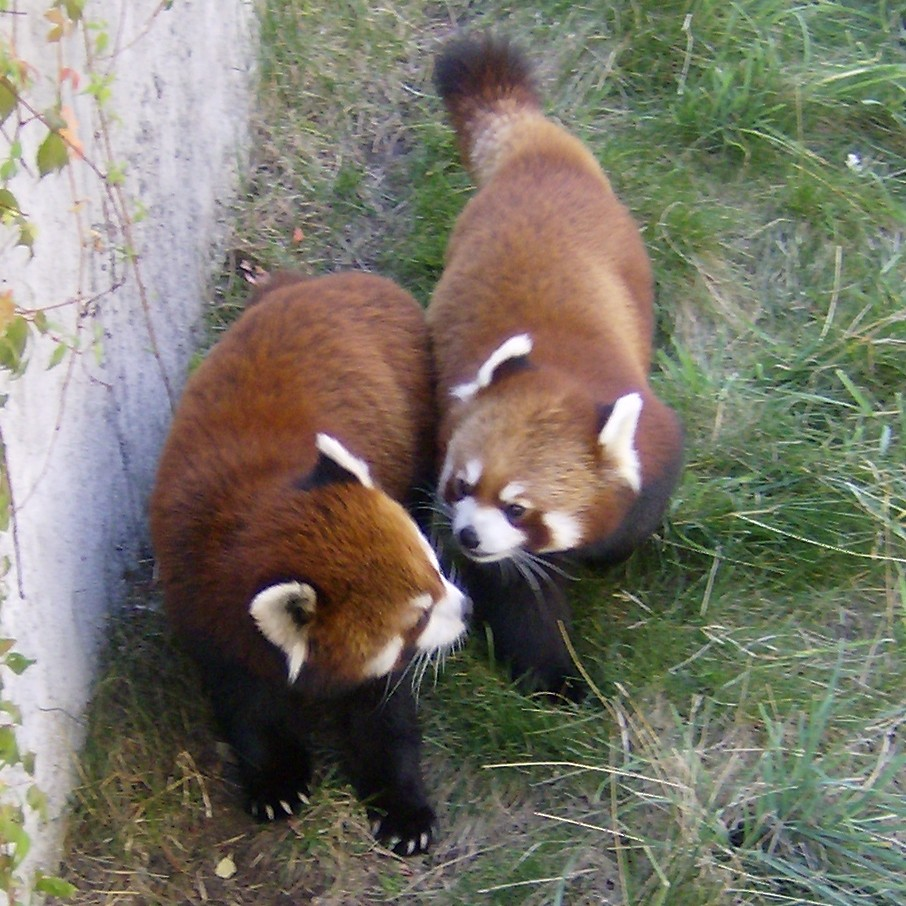

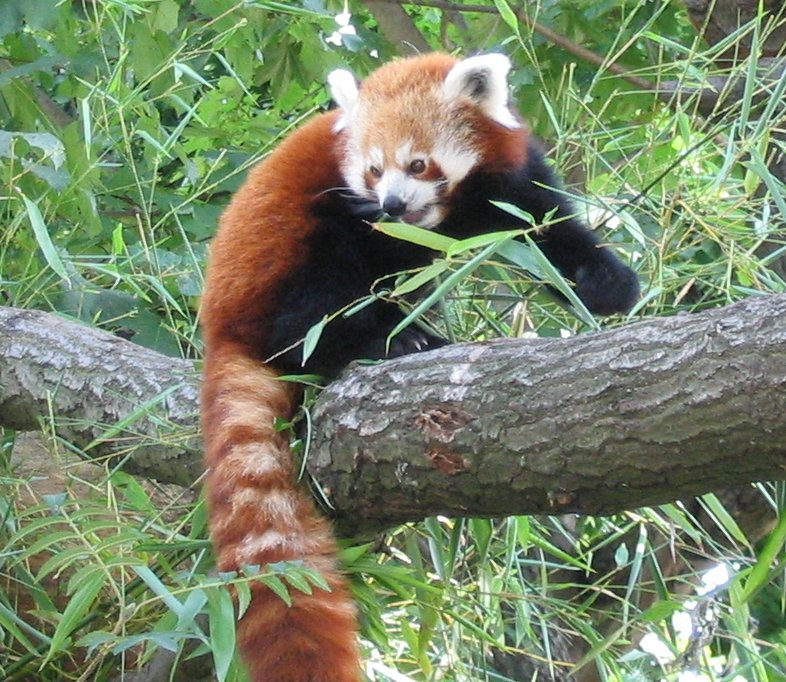

Kína délkeleti részén régóta vadásszák szőrméje miatt, melyből sapkákat, farokszőreiből pedig ecsetet készítenek. Ahol honos ez a faj Kínában ott szőrméje fontos értékkel bírt. A menyegzőkön a vőlegény viselte a szőréből készült ruhadarabokat. A vadászat ma is előfordul, ezenkívül gyakran fogják be elevenen, hogy eladják állatkertek részére. Emellett az élőhelyét jelentő erdőket is irtják. Mindezen tényezők miatt állományai nagyon megritkultak és mára veszélyeztetett fajjá vált. Jelenleg az elterjedési területén található összes országban védelmet élvez. Emiatt a Természetvédelmi Világszövetség a "súlyosan veszélyeztetett" kategóriába sorolta. Szerepel a vadonélő állat- és növényfajok kereskedelmét szabályozó Washingtoni Egyezmény első függelékében is.
Tetszetős külleme miatt kedvelt állatkerti faj. Mivel nem annyira táplálékspecialista, mint az óriás panda, tartása is könnyebb. Télen sem kíván fűtött helyet, mert alapvetően hideg környezetben él vadon is.
A kis pandák állatkerti helyzete nem túl rózsás. Bár körülbelül 230-250 egyede él Európában, nehezen szaporítható fajnak számít, az éves szaporulat megközelítőleg megegyezik a halálozások számával. Ennek köszönhetően az egyik leghosszabb „várólistával” rendelkezik a fajmegmentési programok közül. A várólista azt jelenti, hogy azon állatkerteknek, amelyek valamely faj programjába be szeretnének lépni, időnként várniuk kell, míg hozzájuthatnak annak egy-egy példányához. A vörös pandák esetében akár hosszú évekig, sőt, akár egy évtizedig is elhúzódhat a várakozás.
Magyarországon a veszprémi Kittenberger Kálmán Növény- és Vadasparkban, a Budapesti Állatkertben, a Szegedi Vadasparkban, a Jászberényi Állat- és Növénykertben a Nyíregyházi Állatparkban, a Pécsi Állatkertben és a Debreceni Állatkertben is megtalálhatóak.

## A popkultúrában
- A dzsungel könyve 1989-es animesorozat (2000-ben készült hozzá magyar szinkron) 5 részétől bukkan fel a történetben egy Kicsi nevű vörös panda.
- Az oroszlán őrség 3 évad 4 rész (szellemmel szemben).
- Pirula Panda:  2022-es amerikai 3D-s számítógépes animációs filmvígjáték. A főszereplő, Meilin "Mei" Lee egy 13 éves kínai-kanadai lány egy nagy vörös pandává változik vörös hold idején.

## Képek

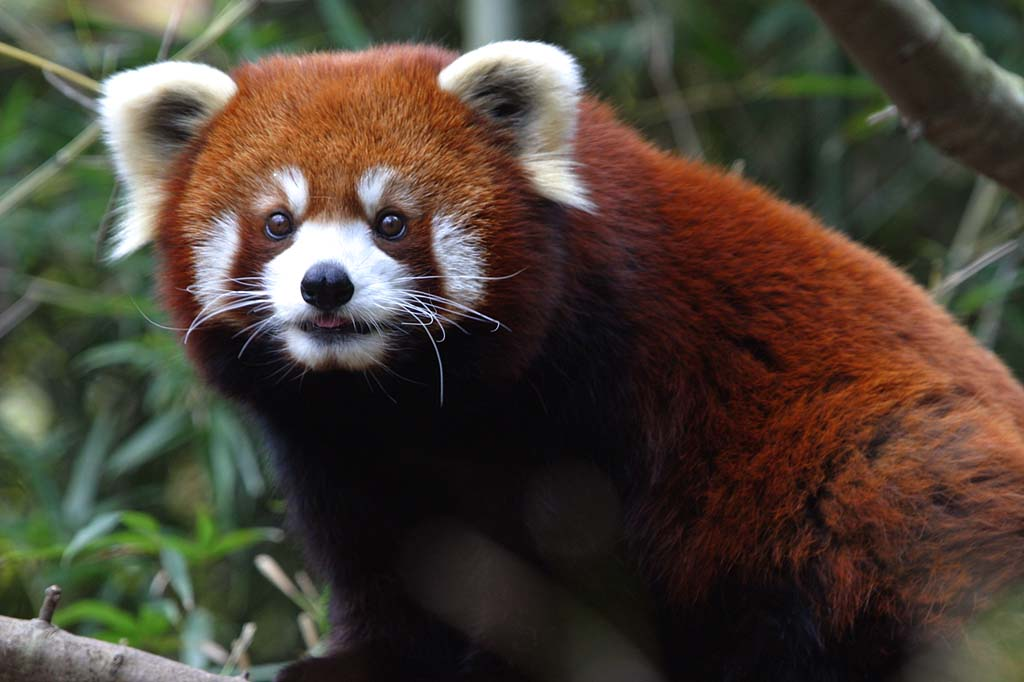
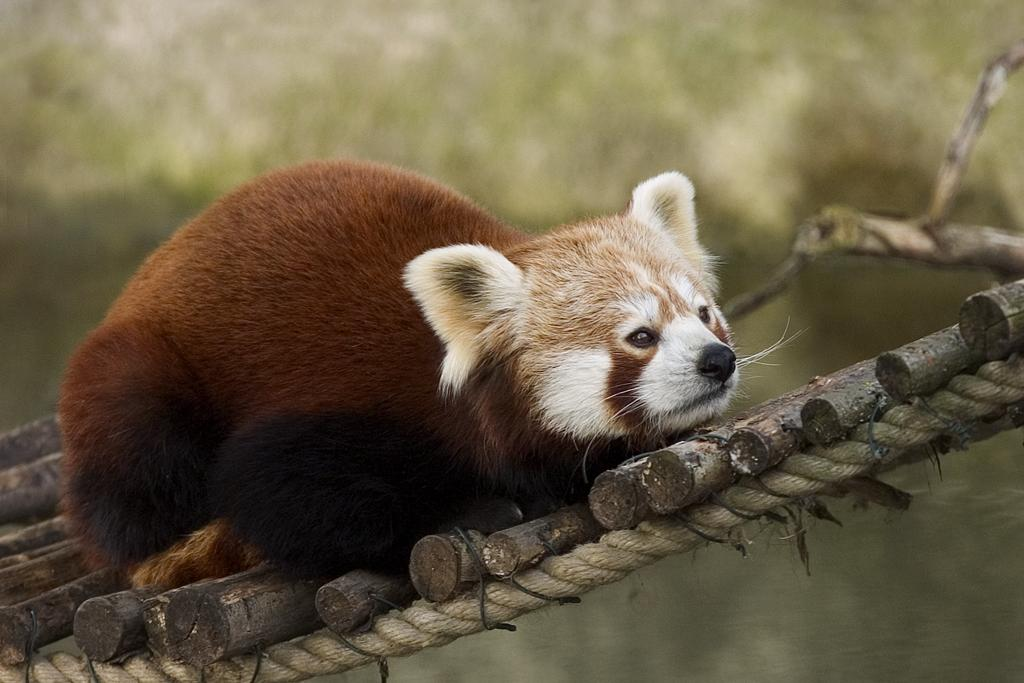
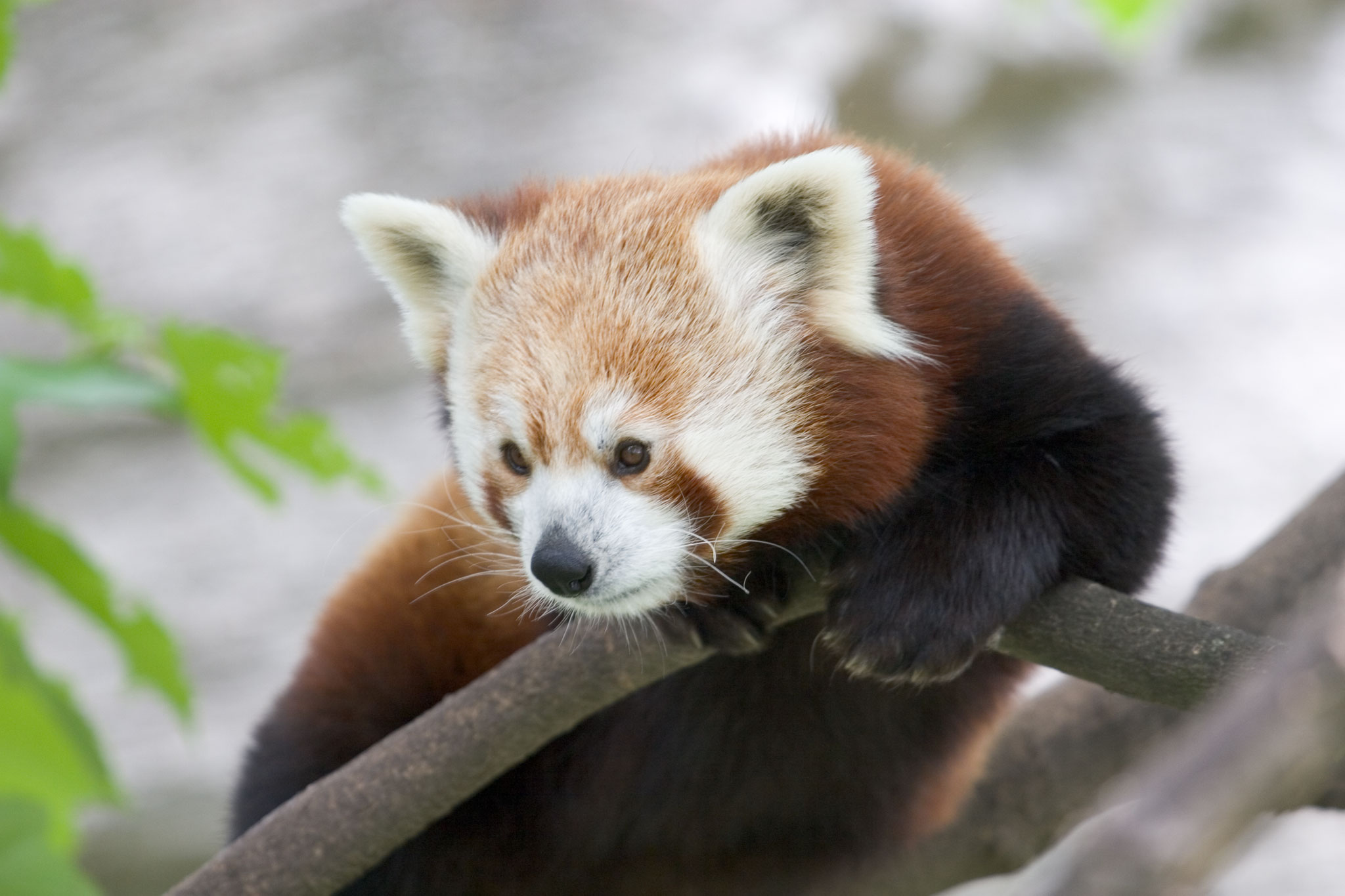
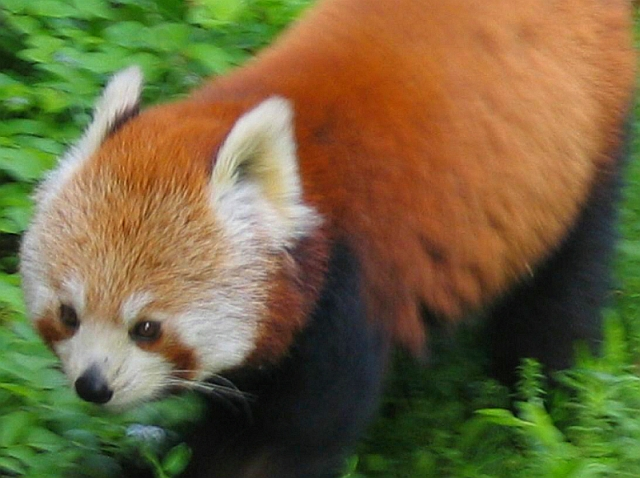